# Karl Steiff

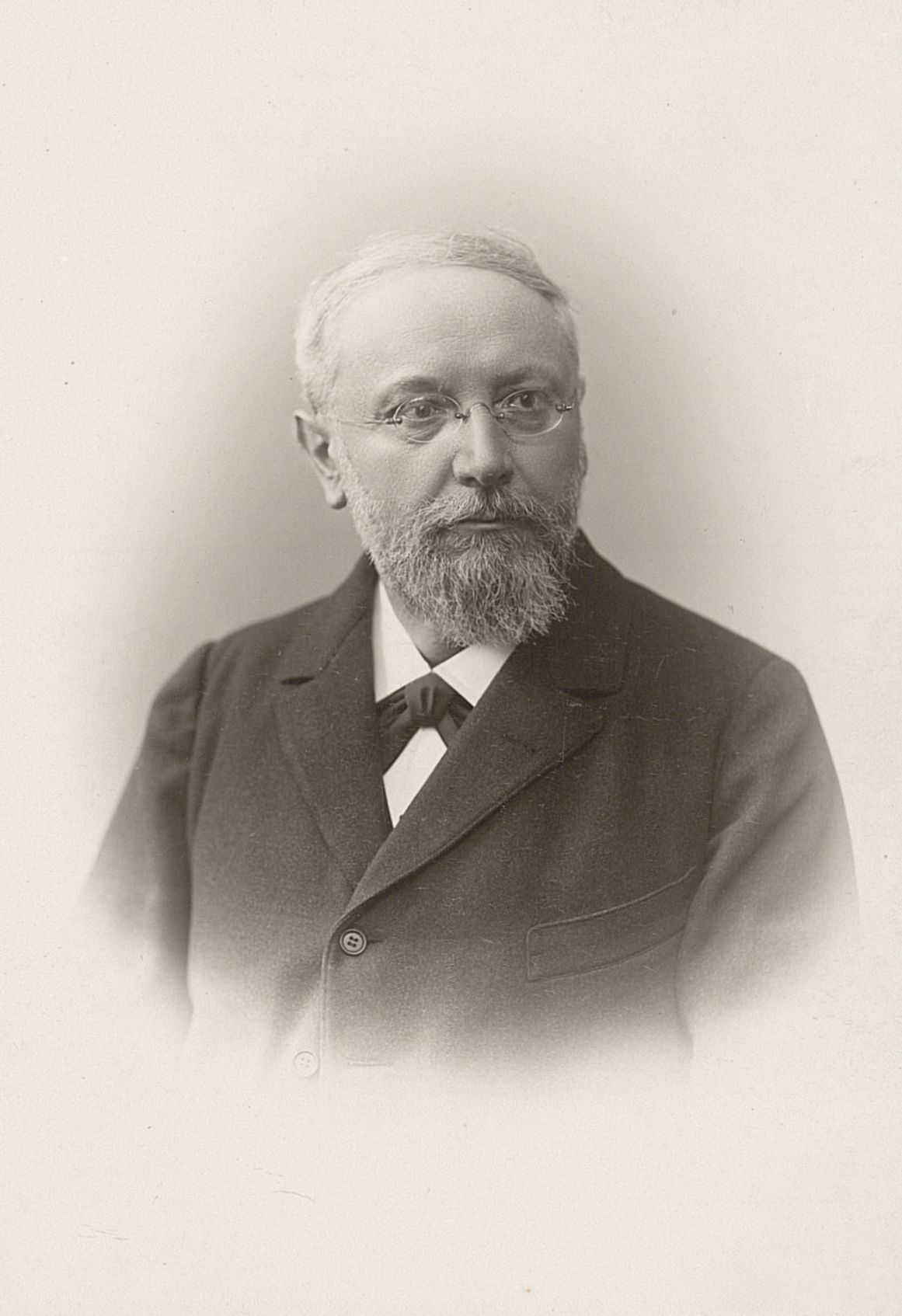
Karl von Steiff

Karl von Steiff, auch Carl von Steiff (* 24. März 1846 in Geislingen an der Steige; † 23. Januar 1914 in Stuttgart) war ein deutscher Bibliothekar an der Königlichen Öffentlichen Bibliothek in Stuttgart.

## Leben
Steiff war der Sohn des Oberamtsgeometers in Geislingen an der Steige. Nach dem Besuch des Seminars und des Evangelischen Stift in Tübingen war er von 1868 bis 1872 im unständigen Kirchendienst, 1872 bis 1874 dann Stiftsrepentent. Nach einer wissenschaftlichen Reise wurde er 1875 Pfarrverweser in Leutkirch und dort 1876 Diakon und Präzeptor.
1877 erfolgte der Berufseintritt als Bibliothekar in der Universitätsbibliothek Tübingen. Dort wurde er 1887 Bibliothekar mit Professorentitel, bevor er im darauf folgenden Jahr 1888 an die Königliche Öffentliche Bibliothek nach Stuttgart wechselte. Am 1. Juli 1900 wurde Steiff Oberbibliothekar, also Leiter der Bibliothek. 1913 musste er sich aus gesundheitlichen Gründen von seinem Amt entheben lassen, bevor er ein Jahr später starb.
Steiff publizierte insbesondere zur württembergischen Buchgeschichte. Gemeinsam mit Gebhard Mehring veröffentlichte er auch die Geschichtlichen Lieder und Sprüche Württembergs (vollendet 1915).

## Veröffentlichungen (Auswahl)
- Der erste Buchdruck in Tübingen (1498–1534). Ein Beitrag zur Geschichte der Universität. Laupp, Tübingen 1881 (Digitalisat); Neudruck mit Nachträgen, die Steiff im Centralblatt für Bibliothekswesen veröffentlichte: Nieuwenkoop 1963.
- Über die Einrichtung der alphabetischen Hauptkataloge öffentlicher Bibliotheken. Ergänzende Mittheilungen zu Dr. Ad. Keysser's Aufsatz. In: Centralblatt für Bibliothekswesen, Jg. 2, 1885, S. 173–181 (Digitalisat).
- Beiträge zur ältesten Buchdruckergeschichte. In: Centralblatt für Bibliothekswesen, Jg. 3, 1886, S. 249–264 (Digitalisat), S. 345–350 (Digitalisat) S. 465–480 (Digitalisat) und Jg. 4, 1887, S. 49–60 (Digitalisat).
- Halle keine Incunabelstadt. In: Zentralblatt für Bibliothekswesen, Jg. 5, 1888, S. 210–211 (Digitalisat).
- Zur Geschichte des Reutlinger Buchdrucks im ersten Jahrhundert der Buchdruckerkunst. In: Reutlinger Geschichtsblätter, Jg. 1/2, 1890/91, Heft 4, S. 26–28; Heft 5, S. 31–36, Heft 6, S. 41–44, Heft 7, S. 55–60.
- Johannes Setzer (Secerius), der gelehrte Buchdrucker in Hagenau. In: Centralblatt für Bibliothekswesen, Jg. 9, 1892, Heft 7/8, S. 297–317 (Digitalisat).
- Württembergs Anteil an der Verwertung und Verbreitung der Buchdruckerkunst im 15. Jahrhundert. In: Staats-Anzeiger für Württemberg. Besondere Beilage 1898, Nr. 5/6, 7/8, 9/10, 13/14.
- Wo ist die Editio princeps der Epistolae obscurorum virorum gedruckt worden? In: Zentralblatt für Bibliothekswesen, Bd. 15 (1898), S. 490–492 (online).
- Was die k. Landesbibliothek in Bezug auf Kunst und Kunstgewerbe bietet. In: Stuttgarter Mitteilungen über Kunst und Gewerbe 1905/06, Heft 4, S. 181–190.
- Bibliotheken. In: Herzog Karl Eugen von Württemberg und seine Zeit, Band 2, Neff, Esslingen a. N. 1909, S. 275–281.
- Geschichtliche Lieder und Sprüche Württembergs, im Auftrage der Württembergischen Kommission für Landesgeschichte gesammelt und herausgegeben von Karl Steiff. Kohlhammer, Stuttgart 1912.